# Sarunyu Wongkrachang
Sarunyu (ou Sarunyoo) Wongkrachang (ศรัณยู วงษ์กระจ่าง), né le 17 octobre 1960 dans la province de Samut Songkhram et mort le 10 juin 2020 à Bangkok, est un acteur, chanteur, scénariste, réalisateur, et producteur thaïlandais.

## Filmographie

### Acteur
- 1989 : หัวใจ 4 สี
- 1990 : เล่นกับไฟ[6]
- 1994 : Blackbirds at Bangpleng
- 2001 : La légende de Suriyothai[7],[8]
- 2006 : 13 jeux de mort
- 2007 : King Naresuan, le souverain du Siam
- 2008 : Pirate of the Lost Sea (สลัดตาเดียวกับเด็ก 200 ตา)[9],[10]
- 2008 : Ong-bak 2[11]
- 2010 : Ong-bak 3

### Réalisateur
- 2006 : Ammahit phitsawat
- 2011 : Kon Khon

### Série télévisée
- 2019 : The Stranded (เคว้ง)